# 난한
창려왕 난한(昌黎王 蘭汗, ? ~ 398년, 재위 : 398년)은 중국 오호 십육국 시대 후연의 제3대 황제로, 398년 제2대 황제 모용보(혜민제)를 죽이고 잠시 황위를 찬탈하였다가 모용보의 아들 모용성(소무제)에게 죽임을 당했다. 때문에 시호는 없다. 초대 황제 모용수(성무제)의 어머니 난(蘭)숙의의 남매이자 모용수의 외숙부로, 모용성의 장인이기도 하다.

## 생애
384년에 모용수가 거병할 때부터 시작하여 후연의 장군으로 각지에서 활약하였고 양성왕(陽城王), 돈구왕(頓丘王)에 책봉되었다.
398년 2월, 후연에서 반란이 일어나자 은밀하게 반란군에 동조하여 모용보가 축출되도록 방관하였으며, 모용농이 배신하도록 종용하기도 했다. 반란군이 모용보를 축출하고 용성(龍城, 지금의 요녕성 조양시)을 점령한 뒤에 내분을 일으키자 이를 기회로 반란군을 일소하고 태자 모용책(慕容策)을 받들었다.
그리고 모용보에게 사신을 보내 돌아올 것을 청하였으나 모용보가 의심하여 돌아오지 않았다. 난한은 용성에서 모용책을 모시고 종묘에 제사를 올리는 등 충성스러운 모습을 보였고, 4월 경에 다시 돌아온 모용보는 이러한 난한의 모습을 보고 의심을 거두었다. 모용보가 용성으로 입성하자 난한은 모용보를 살해하고 스스로 창려왕(昌黎王)을 자칭하면서 후연의 정권을 잡았다.
난한은 대부분의 모용씨 일족을 살려두었으며, 모용보와 함께 떠돌면서 자신을 항상 의심하였던 모용성도 부인과 딸의 부탁을 받고 죽이지 않았다. 형인 난제(蘭堤)·난가난(蘭加難) 등이 모용성을 죽일 것을 계속 청하였으나 난한은 이를 거부하였으며, 오히려 모용성을 시중(侍中)에 임명하여 가까이 두었다.
이에 모용성은 난제와 난가난을 참소하여 난한과 사이가 벌어지도록 만들었다. 6월 경에 모용성은 모용기(慕容奇)를 사주하여 지방에서 반란을 일으키도록 하였고, 난한은 난제 등에게 토벌을 명하였다. 그러나 모용성이 다시 참소하여 난한은 사령관을 교체하였는데, 이로 인해 난제 등이 반란을 일으켰다.
난한은 아들 난목(蘭穆)을 파견하여 이들을 진압하게 하였다. 반란을 진압하고 귀환한 난목은 모용성에 의해 암살당했고, 난한도 모용성을 따르는 군대에 의해 살해되었다.

## 가계
- 아버지 : 불명
  - 형 : 난제(蘭堤, ? ~ 398년)
  - 형 : 난가난(蘭加難, ? ~ 398년)
  - 본인 : 창려왕 난한
  - 배우자 : 을(乙)씨(? ~ ?) - 본처
    - 아들 : 태자 난목(蘭穆, ? ~ 398년)
    - 아들 : 노공 난화(蘭和, ? ~ 398년)
    - 아들 : 진공 난양(蘭揚, ? ~ 398년)
    - 딸 : 난(蘭)왕비(? ~ ?) - 제4대 황제 모용성의 처

  - 누이 : 난(蘭)숙의 - 초대 황제 모용수의 어머니

## 참고 문헌
- 《자치통감(資治通鑑)》
- 《진서(晉書)》

| 전임 외손자 혜민제 모용보 | 제3대 후연의 황제 398년 | 후임 사위 소무제 모용성 |